# Moucheron (insecte)
 (avril 2022).
Si vous disposez d'ouvrages ou d'articles de référence ou si vous connaissez des sites web de qualité traitant du thème abordé ici, merci de compléter l'article en donnant les références utiles à sa vérifiabilité et en les liant à la section « Notes et références ».
Pour les articles homonymes, voir Moucheron.

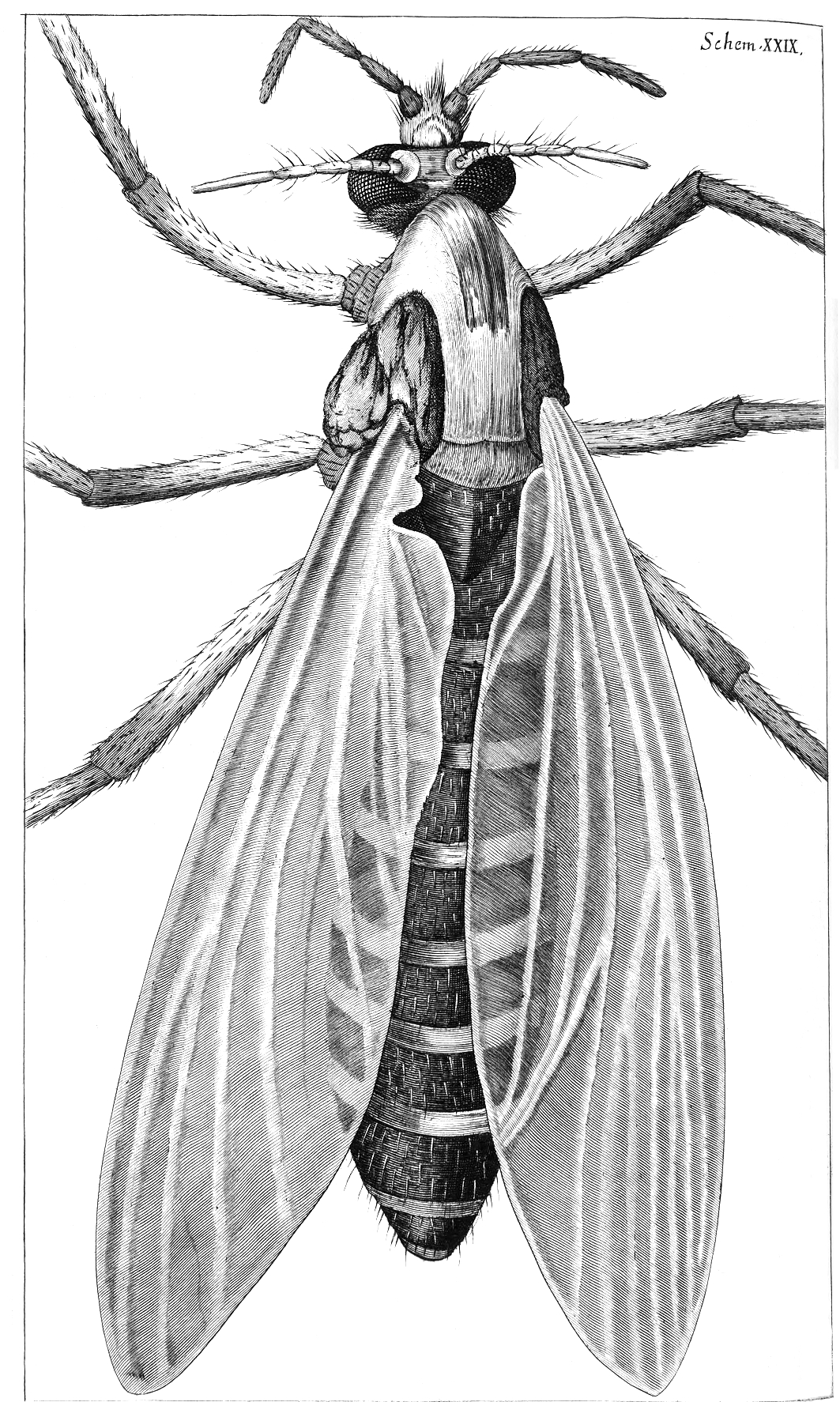
Moucheron de la Micrographia de Robert Hooke, 1665

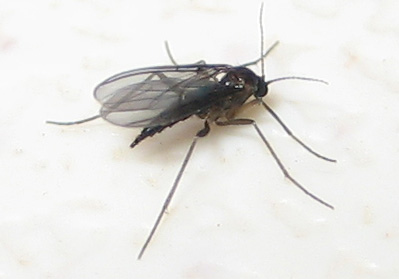
Une femelle de moucheron noir.

Un moucheron est l'une des nombreuses espèces de minuscules insectes volants du sous-ordre des diptères Nematocera, en particulier ceux des familles Mycetophilidae, Anisopodidae et Sciaridae. 
Ils peuvent être à la fois piqueurs et non piqueurs. Le plus souvent, ils volent en grand nombre, appelés nuages. Le terme « moucheron » est une catégorie descriptive vague plutôt qu'un terme phylogénétique ou autre terme technique, il n'y a donc pas de consensus scientifique sur ce qui constitue un moucheron. Certains entomologistes considèrent que seules les mouches non piqueuses sont des moucherons. Certaines universités et instituts distinguent également les moucherons oculaires : la Smithsonian Institution les décrit comme des « mouches non piqueuses, pas plus grosses que quelques grains de sel, ... attirées par les fluides sécrétés par vos yeux ». 

## Description
Les moucherons mâles se rassemblent souvent en grands essaims d'accouplement, ou fantômes, en particulier au crépuscule.
Les larves de moucherons vivent le plus souvent en liberté, et certaines sont aquatiques. Beaucoup se nourrissent de plantes, mais certaines sont carnivores. Les larves qui se nourrissent de plantes (comme la larve de la mouche de Hesse) provoquent la formation de galles sur les racines, les tiges ou les feuilles de la plante hôte. Certaines espèces de mouches des champignons (familles Mycetophilidae et Sciaridae) sont des parasites des champignons et des racines des plantes en pot dans les maisons et les serres.
Les mouches noires et les moucherons piqueurs, qui appartiennent également à la catégorie des moucherons, sont de petites mouches suceuses de sang, parfois à peine visibles, communément appelées dans de nombreuses régions moucherons piqueurs, mouches des sables, punkies ou « no-see-ums ».
Certaines orchidées pleurothallides d'Amérique du Sud sont pollinisées par de minuscules moucherons et ont des fleurs de taille correspondante.

## Cycle de vie
Les populations de moucherons non piqueurs se trouvent près de l'eau, y compris dans les sols humides, et sont généralement actives en été. Cependant, elles peuvent être présentes à n'importe quel moment de l'année dans les régions côtières humides. Les moucherons mâles forment un essaim au crépuscule. L'accouplement a lieu dès que les femelles entrent dans l'essaim. Les femelles pondent des œufs en masse au-dessus de l'eau ou attachés à la végétation aquatique. Ces œufs éclosent sur une période de plusieurs jours, les jeunes larves se laissent tomber au fond de l'eau et construisent des structures de débris en forme de tubes. Les larves sont de petites créatures ressemblant à des vers qui se nourrissent de matières organiques. Le stade larvaire se poursuit pendant environ un mois, après quoi les espèces se nymphosent pendant quelques jours. Avant d'émerger, la chrysalide remonte à la surface de l'eau, servant d'aliment nutritif aux poissons. Le stade nymphal culmine avec la métamorphose des larves en adultes ailés, qui dure généralement moins de sept jours. Les adultes vivent environ une semaine et demie de plus, pendant laquelle ils produisent jusqu'à 300 œufs. Une femelle moucheron peut pondre jusqu'à 1 000 œufs au cours de sa vie. 

## Contrôle
Les moucherons adultes non piqueurs n'endommagent pas les plantes mais sont considérés comme une nuisance. Habituellement, les larves ne causent pas de graves dommages aux plantes, mais lorsqu'elles sont présentes en grand nombre, elles peuvent retarder la croissance de la plante et endommager ses racines. Pour empêcher les moucherons de se propager, il faut prendre des mesures visant les stades immatures de développement de l'espèce. Les tactiques physiques comprennent l'élimination des conditions de vie favorables : réduction de l'excès d'humidité, drainage des piscines contenant de l'eau stagnante et élimination de la matière organique en décomposition. Les agents de contrôle et les insecticides disponibles dans le commerce peuvent être utilisés comme mesure de contrôle, mais ne sont pas recommandés pour une utilisation dans un foyer. Pour contrôler les moucherons adultes dans les petites zones, des aérosols pressurisés contenant des pyréthrines peuvent être utilisés. D'autres mesures de contrôle dans le foyer peuvent inclure l'extinction des lumières inutiles au crépuscule et le scellement des évents et autres ouvertures. 